# Letterard
Letterard (irisch Leitreach Ard) ist ein Townland (Gemarkung) in Irland im mittleren Westen des atlantischen Küstenbereiches der Region Connemara. Die Ortschaft liegt an der Küstenstraße R 340 zwischen Glinsk und Moyrus, ist etwa sechs Kilometer von Carna entfernt und gliedert sich in Letterard East und Letterard West.
Letterard zeichnet sich zum einen durch seine spektakuläre Lage an der zerklüfteten Atlantikküste und zum anderen durch die von Menschen unberührten Moorgebiete (bogs) an der Binnenlandseite aus.
Koordinaten: 53° 19′ 43″ N, 9° 50′ 31″ W